# 알버섯
알버섯(Rhizopogon rubescens) 또는 송로(松露)는 담자균류 그물버섯목 알버섯과의 버섯이다. 균사체는 소나무속의 뿌리에 균근을 만들고 공생한다. 유라시아와 북아메리카에 분포하고, 뉴질랜드에서도 재배되고 있다.

## 특징
자실체는 봄부터 가을까지 해안 등의 소나무 숲에서 흙에 파묻힌 상태로 발생한다. 반지상에 나타나는 것도 많다. 자실체 아래에는 근상 균사다발이 있다. 내부는 백색이나 노출되면 황갈색이 되고, 손상시키면 붉게 변색한다. 지상에 노출한 부분은 빨리 황갈색이 된다.
알버섯은 생태적으로 선구 식물과 유사한 성격을 가져, 전형적인 선구 식물인 해송이나 적송에 정착한다.

## 식용
알버섯은 맛과 향기가 좋아 포자가 성숙하기 전에는 식용한다. 어린 시기에는 독특한 과일을 생각나게 할 정도로 척척 씹히는 맛이 있다. 미숙하고 내부가 아직 흰 것은 국의 열매나 무침 요리, 계란찜의 재료로 사용된다. 하지만, 포자의 성숙과 함께 내부가 흰색에서 황갈색으로 변색해 간다. 이 시기의 알버섯을 국 등에 사용하면 포자가 국물을 탁해지게 해 버리지만, 아직 식용은 가능하다. 한층 더 성숙하면 내부가 자기 분해해 다갈색의 액상이 되어, 에스테르계의 강한 악취를 발생해, 식용은 불가능하다. 이 상태가 된 것을 나무 뿌리에게 주어 균 뿌리를 만들게 할 수 있다. 그러나
땅속에 있어 사람이 찾는게 어려워서 돼지를 이용하지만 송로버섯은 수퇘지가 암퇘지를 꾈때 풍기는 [안드로스테놀]과 비슷한냄세를 풍겨서,돼지가 송로버섯을 먹어치우려고 하기 때문에 몇몇 나라에서는 개를 이용해서 송로버섯을 찾는다.

## 계통 분류
포자의 형상이나 유전자의 비교에 의해서 계통적으로는 그물버섯과 비단그물버섯속(Suillus)의 버섯과 지극히 가까운 것으로 알려져 있는데, 그물버섯류가 지중에서 자실체를 만드는 방향으로 진화한 것이라고 생각되고 있다.
자낭균문에 속하는 트뤼프와는 완전히 다른 종이다.

## 같이 보기
- 트뤼프